# Lunxhëri
Lunxhëri (řecky: Λιούντζη) je obec v okresu Gjirokastër, kraji Gjirokastër, jižní Albánii.

## Významní lidé
- Koto Hoxhi – člen Albánského národního povstání
- Nase Jani – básník
- Kyriakos Kyritsis – právník a člen řeckého parlamentu (1915–1917)
- Thanas Nano – otec politika a ekonoma Fatose Nanoeho a spisovatel [2]
- Mihal Prifti – první albánský velvyslanec v Sovětském svazu[3]
- Ioannis Poutetsis (??? –1912) – revolucionář
- Petro Poga – albánský politik
- Urani Rumbo (1895–1936) – albánská feministka, učitelka a autorka divadelních her
- Pandeli Sotiri – politik a ředitel první moderní albánské školy
- Kristo Stoja – žurnalista
- Christakis Zografos (1820–1898) – mecenáš a podnikatel. Zakladatel několika řeckých škol (pojmenovaných jako školy Zografeia) v Qestorati, Gjirokastër a Konstantinopoli.
- Georgios Christakis-Zografos (1863–1920) – syn Christakise, politik a lídr strany Aftónomos Dimokratía tis Voreíou Ipeírou.

## Tradiční hudba z Lunxhëria
- Pjergulla në lis të thatë
- Zbrita një ditë nga mali